# 7739 Čech
A 7739 Cech (ideiglenes jelöléssel 1982 CE) a Naprendszer kisbolygóövében található aszteroida. Ladislav Brožek fedezte fel 1982. február 14-én.